# Alcaligenes
Alcaligenes és un gènere microbiològic de bacteris gram-negatius de morfogia bacil·lar, cocbacil·lar o coccal. Són bacteris amb unes dimensions d'entre 0,5 i 1 μm de diàmetre i d'entre 0,5 i 2,6 μm de llargada. No formen agrupacions i són mòbils amb flagel·lació perítrica (habitualment disposen d'entre 1 i 4 flagels tot i que, ocasionalment, en poden tenir 8). L'etimologia d'aquest gènere ve donada per la capacitats d'alguns microorganismes dins d'aquest de dur a terme reaccions alcalines en medis determinats.
Presenten un metabolisme respiratori aeròbic, tot i que la majoria d'espècies són capaces de dur a terme una respiració anaeròbica mitjançant nitrits o nitrats com a acceptors final d'electrons. Són organismes quimioorganòtrofs capaços d'utilitzar múltiples fonts de carboni per al seu desenvolupament. La majoria de soques necessiten poques quantitats de nitrogen per desenvolupar-se adequadament. En medis líquids, només utilitzen amoni o sals de nitrat com a font de nitrogen i, degut al seu gran creixement, es genera molta terbolesa. Tot i així, alguns individus necessiten assimilar compostos orgànics de nitrogen (per exemple aminoàcids o vitamines).
Per una altra banda, no disposen ni d'enzims proteolítics per degradar activament gelatina o caseïna ni poden hidrolitzar agar, quitina o cel·lulosa. Les temperatures òptimes per al creixement d'aquests microorganismes oscil·la entre els 20 i 37 °C i creixen de forma òptima a pHs neutres.

## Hàbitat
Són cosmopolites i sapròfits. És comú trobar aquests organismes en sòls, ambients aquàtics (per exemple, en aigües contaminades) i diversos aliments (làctics, ous...) on acostumen a participar en processos de descomposició i mineralització. També poden habitar en el tracte intestinal d'alguns vertebrats (entre els quals està l'ésser humà) i poden estar presents en ambients hospitalaris.
Algunes espècies, com Alcaligenes faecalis són patògens oportunistes en humans.

## Taxonomia
Alcaligenes és un gènere classificat dins de la família Alcaligenaceae que pertany a la classe dels betaproteobacteris. El contingut G+C en el DNA dels bacteris dins d'aquest gènere oscil·la entre 56-60 mol% i la soca de referència és Alcaligenes faecalis.
La vuitena edició del Bergey’s Manual of Determinative Bacteriology (1974) es refereix al gènere d'Alcaligenes com a "gènere d'afiliació incerta". Això és degut al fet que no hi ha una classificació taxonòmica consensuada malgrat aquests microorganismes han estat aïllats i descrits des que, a l'any 1889, Petruschsky va aïllar A. faecalis d'una mostra provinent d'una cervesa rància. El fet que els individus dins d'aquest gènere presentin designacions taxonòmiques molt similars als d'Achromobacter, estretes relacions bioquímiques i filogenètiques amb Bordetella, entre d'altres, ha dificultat una classificació definitiva. A més a més, factors com la variació taxonòmica dins del gènere originada per la incapacitat de realitzar una classificació d'aquests microorganismes, els problemes per a la identificació dels bacteris d'aquest gènere o la diversitat de mètodes per aïllar aquests microorganismes impossibilitzen realitzar una anàlisi vàlida i completa del grup.

## Identificació

### Aïllament
L'escassa activitat metabòlica que presenten els individus del gènere Alcaligenes dificulta l'aïllament selectiu d'aquests. És per això, que s'han de dur a terme processos d'enriquiment per a poder aïllar-los. Normalment, el procediment que es duu a terme consisteix en sembrar en agar sang, agar Levine, agar MacConkey, agar Brain Heart Infusion i/o agar triptona-soja (TSA) a una temperatura d'incubació d'uns 30-37 °C durant 24-48 hores (tot i que això és el més habitual, hi ha experiments en els què s'utilitzen temperatures d'incubació inferiors d'entre 22-24 °C ja que segueix sent una temperatura òptima per al creixement d'aquests microorganismes). D'aquesta manera, hi haurà un creixement no específic d'aquests bacteris. Aleshores, es ressembraran les colònies blanques i, posteriorment, es podrà fer ús de procediments d'enriquiment selectiu per a alguns individus dins del gènere d'Alcaligenes que presenten característiques metabòliques o assimilatives úniques. De forma alternativa i/o complementària, es sotmetran a una sèrie de proves bioquímiques que ajudaran a determinar si la colònia aïllada es tracta o no d'una espècie del gènere Alcaligenes.

### Proves bioquímiques
Hi ha una sèrie de proves bioquímiques que proporcionen dades sobre el metabolisme de les colònies que s'estan estudiant, de manera que ajuden a caracteritzar el microorganisme. No obstant, la incertesa i controvèrsia taxonòmica que hi ha dins del gènere i la varietat de medis de cultiu emprats per a l'aïllament d'aquests microorganismes poden suposar problemes per a la seva identificació. Tot i això, les proves bioquímiques més utilitzades per confirmar la presència d'Alcaligenes són:
| Prova bioquímica       | Resultat |
| ---------------------- | -------- |
| Catalasa               | +        |
| Oxidasa                | +        |
| Oxidació-fermentació   | -        |
| Arginina dihidrolasa   | -        |
| Proteòlisi de gelatina | -        |

També es pot fer ús d'altres proves metabòliques com, per exemple, les tires API20 NE per identificar ràpidament diverses soques o l'oxidació d'arsenit a arsenat per aïllar algunes soques d'A.faecalis. Aquest darrer tret va ser descobert per primer cop per Phillips i Taylor a l'any 1976 quan van dur a terme l'aïllament d'una mostra provinent d'aigües residuals en un medi enriquit amb arsenit on l'espècie aïllada va ser identificada com A.faecalis.

### Altres mètodes
Altres mètodes emprats per identificar Alcaligenes poden ser la seqüènciació del rRNA 16S o la composició d'àcids grassos. A més a més, s'han desenvolupat una sèrie de tests PCR ràpids i sensibles que permeten la diferenciació d'una sèrie d'espècies dins de la família d'Alcaligenaceae un cop ja s'han dut a terme una sèrie de proves bioquímiques. També existeixen algunes tècniques alternatives com, per exemple, el muntatge humit. Aquesta és útil per identificar bacteris mòbils, ja que permet visualitzar els flagels i la seva disposició en les cèl·lules. L'objectiu és tenyir els flagels utilitzant una substància mordent per poder adherir el tint per capes, optimitzant la visualització dels flagels al microscopi.

## Patogènesi i manifestacions clíniques
Algunes de les espècies d'aquest gènere són patògens oportunistes en humans que poden produir infeccions esporàdiques del tracte urinari, pneumònia, septicèmia, etc. S'han aïllat algunes espècies d'Alcaligenes provinents de diverses mostres clíniques com, per exemple, sang, excrements, esput, orina o líquid cefalorraquidi. De les mostres aïllades, les espècies més comunes i a destacar són A. faecalis i Alcaligenes xylosoxidans (anteriorment estava classificat dins del gènere Achromobacter, i algunes anàlisis d'rRNA 16S suggereixen que s'hi hauria de tornar a incloure) com a principals agents infecciosos en humans.

### Infeccions causades perA.faecalis
A.faecalis és capaç d'infectar diferents parts o components del cos humà. En ordre decreixent de freqüència, infecta el torrent sanguini, el tracte urinari, la pell, els teixits tous i l'orella mitjana. Un percentatge considerable d'infeccions són infeccions nosocomials que es produeixen, per exemple, via respiradors, sistemes d'hemodiàlisi, solucions intravenoses... En un estudi sobre infeccions per A.faecalis i la seva resistència a antibòtics, es varen estudiar 61 casos d'infecció. D'aquests casos, 25 eren cistits, 9 eren de peu diabètic amb úlcera, 8 eren pneumònies, 7 eren pielonefritis agudes, 3 bacterièmies i 9 casos d'infeccions focalitzades. D'aquestes infeccions, 9 es varen produir en l'hospital i en 51 casos es va donar coinfecció. Tot i que dels 61 pacients cap va morir a causa d'aquesta infecció i tots van recuperar-se, durant els anys s'han descrit brots que han comportat defuncions. Concretament, un brot que va afectar 33 nounats en forma de bacterièmia va acabar amb 20 defuncions. Un altre brot es va produir a Angola, on es van reportar 20 casos d'otitis mitjana crònica. Aquests estaven relacionats amb la creença d'algunes persones que els excrements d'ocell servien com a remeï per prevenir la secreció d'oïda.
Recentment, s'han aïllat múltiples soques resistents a antibiòtics. La sensibilitat a diferents antibiòtics amb què es tracten les infeccions per A.faecalis disminueix any rere any. De fet, no hi ha una teràpia amb anitibiòtics ben definida per tractar aquestes infeccions.

### Infeccions causades perA. xylosoxidans
A.xylosoxidans és un patogen oportunista que causa malalties en pacients immunodeprimits. Normalment, es troba en ambients aquàtics, dins i fora dels hospitals, i és comú trobar-lo com a colonitzador del tub digestiu. En el cas de pacients immunodeprimits, està relacionat amb estadis perllongats de teràpies amb antibiòtics i corticoesteroids. El podem trobar al tracte respiratori d'infants intubats i de pacients amb fibrosi quística. Tot i que no és gaire habitual, és un bacteri que pot causar infeccions de l'aparell respiratori i bacterièmies.

### Tractament
Tot i que no s'ha definit una teràpia amb antibiòtics per tractar les infeccions causades, principalment, per A. faecalis i A. xylosoxidans, diferents espècies del gènere presenten diferents resistències i sensibilitats a antibiòtics. Així doncs, conèixer-les pot ser útil per tractar infeccions causades per aquests microorganismes.
| Microorganisme  | Resistència                    | Sensibilitat                                                      |
| --------------- | ------------------------------ | ----------------------------------------------------------------- |
| A. faecalis     | Aminoglicòsids                 | Trimetroprim-sulfametoxazol (TMP-SMX)                             |
| A. faecalis     | Cloramfenicol                  | β-lactàmics (cefalosporines, carbapenems, ureidopenicil·lines...) |
| A. faecalis     | Tetraciclina                   | β-lactàmics (cefalosporines, carbapenems, ureidopenicil·lines...) |
| A. xylosoxidans | Fluoroquinolones               | Ureidopenicil·lines                                               |
| A. xylosoxidans | Penicil·lines d'ampli espectre | Imipenem                                                          |
| A. xylosoxidans | Aminoglicòsids                 | Polimixines                                                       |

## Contaminació d'aliments
Aquest bacteris són d'alta importància per a la indústria alimentària ja que són contaminants potencials de productes làctics, carnis i ous. Per una banda, algunes espècies d'Alcaligenes s'han associat directament amb males olors i viscositat de la llet com a conseqüència de la descomposició de greixos i proteïnes. Per una altra, també s'han relacionat amb la ranciesa de la mantega produïda per la degradació d'àcids butírics, amb la contaminació d'ous i també poden ser presents en diversos peixos i vegetals crus.

### Llet
Les fonts de contaminació bacteriana de la llet són múltiples. En primera instància, tenim les pròpies mamelles de les vaques productores de llet, l'exterior de l'animal, que pot estar brut amb restes de femtes, menjar o bé de sòl. En segon lloc, la contaminació pot provenir de la manipulació per part dels treballadors o bé de l'equipament emprat, degut a una higiene deficient o estratègies de neteja poc optimitzades. Sobre la llet crua s'aplica un mètode d'esterilització conegut com a pasteurització, fruit dels estudis del científic francès Louis Pasteur. Aquest mètode permet eliminar microorganismes patògens de la llet així com microorganismes que malmeten les propietats organolèptiques d'aquesta. Alcaligenes és un possible contaminant de la llet, generant ranciesa via secreció d'exopolisacàrids en el cas d'Alcaligenes viscolactis.
Diferents espècies del gènere Alcaligenes s'han aïllat a partir de mostres de llet comercial, on constitueixen una part considerable de la microbiota resident. A.viscolactis és una d'aquestes espècies. A.viscolactis és capaç de generar viscositat en la llet de forma excepcional. En la literatura sobre aquesta espècie, es parla també de "A.viscolactis S", que és el terme emprat per referir-se a un grup de bacteris que en principi pertanyen a aquesta espècie però que presenten diferències metabòliques i de malbaratament de la llet fonamentals. En un estudi en que es varen classificar diferents aïllats d'Alcaligenes segons propietats metabòliques i de creixement sota diferents condicions físico-químiques, es va observar que els aïllats d'A.viscolactis S són capaços d'utilitzar la glucosa com a font de carboni i que causen viscositat en la llet amb molta més freqüència que no pas A.viscolactis. De fet, una hipòtesi és que la capacitat de generar viscositat en la llet está directament relacionada amb la capacitat de degradar glucosa. Aquesta capacitat degradadora de glucosa suposa un tret diferencial fonamental, principalment, per això, reben aquesta distinció.

### Ous
Algunes espècies d'Alcaligenes afecten els ous. De fet, els majors contaminants d'ous són bacteris gram-negatius, que hi causen podridura. Concretament, Alcaligenes és responsable de podridures de tonalitats negres. Malgrat això, aquest tipus de podridures es poden produir per altres espècies, com ara Proteus vulgaris o Aeromonas liquefaciens.

### Carns
Les contaminacions de carns produïdes per espècies del gènere Alcaligenes es classifiquen segons si es produeixen en condicions aeròbiques o anaeròbiques: per una banda, en condicions aeròbiques, aquestes poden produir una superfície de llim o fang; mentre que, en condicions anaeròbiques, es pot porduir el podriment de la carn com a conseqüència de la descomposició anaeròbica de les proteïnes que dona com a resultat la producció de compostos pudents.

## Aplicacions

### Bioremediació
Les espècies Alcaligenes eutrophus, Alcaligenes aquatilis, A. faecalis, A. xylosoxidans i Alcaligenes paradoxus són conegudes per la seva capacitat d'utilitzar compostos aromàtics i metalls pesants en el seu metabolisme. Molts d'aquests compostos són xenobiòtics i representen un perill persistent per al medi ambient. Investigacions que involucren espècies d'Alcaligenes que metabolitzen aquests composts són prometedores pel seu potencial per a la bioremediació d'indrets contaminats, a més, pot resultar una alternativa natural i menys costosa que altres mètodes de neteja d'ambients contaminats.
La soca GTE53 d'A. aquatilis, que és tolerant a pHs àcids i elevada salinitat, és un valuós agent de bioremediació per al tractament d'efluents acídics i/o salins d'indústries agro-alimentàries a causa de la seva capacitat de degradar fenol eficientment, en comparació amb altres espècies, que ho fan en menor percentatge. Això s'atribueix a la presència de gens codificats al cromosoma pel catabolisme de fenol i catecol en individus del gènere Alcaligenes.
Mitjançant experiments emprant bioreactors que contenien Alcaligenes, s'ha aconseguit obtenir resultats prometedors respecte de l'eliminació de metalls d'aigües contaminades per bioprecipitació. Les soques d'Alcaligenes amb què es van fer els experiments van ser modificades per enginyeria genètica. Aquestes pertanyien a espècies capaces de catabolitzar compostos xenobiòtics i d'eliminar metalls pesants i, en aquest cas, els bacteris eren capaços de consumir els compostos xenobiòtics contaminants com a font de carboni, reduint així el cost de produir un substrat a l'exterior.
Per altra banda, també s'han fet treballs per utilitzar espècies d'Alcaligenes com a biosensors per la presència de metalls pesants, fusionant gens reporter amb els que s'expressen en presència de metalls.
Per tant, a partir de tots aquests estudis i experiments, s'ha vist que Alcaligenes podria ser una bona eina per al tractament de les aigües residuals i per a la bioremediació d'ambients contaminats.

#### Experiment de bioremediació per part d'Alcaligenes faecalis
Es tracta d'un estudi en què s'investigava l'efecte de diferents bacteris entre els quals es trobava A.faecalis per contribuir a la bioremediació d'aigües residuals provinents d'hospitals a Pakistan. Aquestes aigües s'utilitzaven per regar els camps i tenien efectes fitotòxics a causa que contenien traces de fàrmacs i metalls pesants. Es van comparar diferents paràmetres indicadors de la qualitat d'aquestes aigües amb els valors estàndards de qualitat nacional del medi ambient (NEQS). Fruit d'aquesta comparació es va concloure que hi havia diferències respecte a aquests paràmetres, que involucraven components físics, com ara l'olor, el color, el pH, la salinitat, la conductivitat elèctrica (CE), els sòlids totals suspesos (STS), els sòlids totals dissolts (STD) i la terbolesa; components biològics, com, per exemple, la presència de diferents bacteris i la demanda biològica d'oxigen (DOB); i components químics, com ara la presència de metalls pesants, contaminants farmacèutics i la demanda química d'oxigen (DQO).
Taula de caracterització de les aigües residuals hospitalàries:
| Paràmetres           |                                   | NEQS      | Aigües residuals d'hospital |
| -------------------- | --------------------------------- | --------- | --------------------------- |
| Components físics    | Color                             | -         | Groc pàl·lid                |
| Components físics    | Olor                              | -         | Olor de peix ("Fishy")      |
| Components físics    | pH                                | 6.6-8.5   | 7.4                         |
| Components físics    | CE (μs/cm)                        | -         | 444                         |
| Components físics    | STD (mg/L)                        | 1,000     | 296                         |
| Components físics    | STS (mg/L)                        | <500      | 2,300                       |
| Components físics    | Salinitat (ppt)                   | -         | 0.2                         |
| Components físics    | Terbolesa (NTU)                   | 5         | 51                          |
| Components biològics | DOB (mg/L)                        | 80-250    | 246                         |
| Components biològics | Bacteri 1                         | -         | H-1 (Bacillus sp.)          |
| Components biològics | Bacteri 2                         | -         | H-2 (Pseudomonas sp.)       |
| Components biològics | Bacteri 3                         | -         | H-3 (Bacillus sp.)          |
| Components biològics | Bacteri 4                         | -         | H-4 (Bacillus sp.)          |
| Components biològics | Bacteri 5                         | -         | H-5 (Pseudomonas sp.)       |
| Components biològics | Bacteri 6                         | -         | H-6 (Bacillus sp.)          |
| Components biològics | Bacteri 7                         | -         | H-7 (Bacillus sp.)          |
| Components biològics | Bacteri 8                         | -         | H-8 (Pseudomonas sp.)       |
| Components biològics | Bacteri 9                         | -         | H-9 (Bacillus sp.)          |
| Components químics   | DQO (mg/L)                        | 150-400   | 396                         |
| Components químics   | Arsènic (As)                      | 0.05 mg/L | Nd**                        |
| Components químics   | Cadmi (Cd)                        | 0.01 mg/L | Nd**                        |
| Components químics   | Crom (Cr)                         | 0.05 mg/L | 1.8                         |
| Components químics   | Plom (Pb)                         | 0.05 mg/L | 0.17                        |
| Components químics   | Níquel (Ni)                       | 0.02 mg/L | 1.8                         |
| Components químics   | Fenol (µg/L) (Aromàtic)           | -         | 876                         |
| Components químics   | Àcid salicílic (µg/L) (Metabòlit) | -         | 48                          |
| Components químics   | Cafeïna (µg/L) (Estimulant)       | -         | 7                           |
| Components químics   | Naproxè (µg/L) (DAINE)*           | -         | 23                          |
| Components químics   | Octadecè (µg/L) (Orgànic)         | -         | 185                         |
| Components químics   | Diazepam (µg/L) (Sedant)          | -         | 14                          |

*DAINE: Droga antiinflamatòria no esteroidea
**Nd: No detectat
Taula extreta de l'article "Hospital wastewater treated with a novel bacterial consortium (Alcaligenes faecalis and Bacillus paramycoides spp.) for phytotoxicity reduction in Berseem clover and tomato crops"
Per millorar l'estat de les aigües residuals provinents dels hospitals, es va realitzar un tractament amb un consorci de tres tipus de microorganismes, entre els quals estava A. faecalis, i es varen obtenir excel·lents resultats: una reducció considerable dels valors STS, STD, DOB, DOQ, CE, i una reducció total del níquel, plom i crom. A més a més, els contaminants farmacèutics, com ara el fenol, l'àcid salicílic, la cafeïna i el diazepam també van ser eliminats totalment, i el naproxè i octadecè van ser degradats considerablement.
Aquest tractament de les aigües d'irrigació va permetre a les plantes tenir un major creixement en tots els seus microhàbitats (arrels, tija i plàntula), amb la qual cosa es va aconseguir un cultiu més eficient degut a la eliminació dels compostos fitotòxics.
Per tant, es pot afirmar que A.faecalis té una gran importància ecològica, econòmica i biològica, ja que ens permet tractar ambients contaminats de forma sostenible i econòmica.

### Aplicacions en biotecnologia
Les espècies del gènere Alcaligenes tenen un bona aplicabilitat en el camp de la biotecnologia. Aquestes produeixen un material semblant al plàstic que serveix com a sistema model per la producció industrial de polímers biodegradables. En concret, les espècies A. eutrophus i Alcaligenes latus produeixen un polímer biodegradable d'elevat pes molecular conegut com a polihidroxibutirat (PHB). El PHB purificat té propietats físiques de plàstic fràgil, la qual cosa ha obert un nou camp d'estudis enfocat en la producció natural de plàstics com a alternativa dels materials basats en el petroli. Tot i que el principal objectiu és l'eliminació de residus sòlids, també s'ha vist que el PHB podria tenir utilitat en el camp de la medicina, on la seva degradabilitat pot ser aprofitada per al lliurament lent de medicaments.
A. eutrophus produeix polihidroxibutirat sota condicions limitants d'oxigen, nitrogen o fòsfor, mentre que A. latus el produeix contínuament durant el seu creixement. El polímer s'emmagatzema en forma de grànuls citoplasmàtics i es creu que pot actuar com a font de carboni i com a font de components reductors.
El PHB només és similar a un dels numerosos tipus de plàstics utilitzats comercialment. Per aquesta raó, s'estan dedicant molts esforços a la biosíntesi de polímers amb propietats físiques diferents mitjançant la incorporació d'unitats monomèriques diferents de l'hidroxibutirat. De fet, s'ha aconseguit un mutant d' A. eutrophus que utilitza glucosa i que, en presència de glucosa i àcid propiònic, produeix un copolímer forat per monòmers d'hidroxibutiril (HB) i hidroxivaleril (HV). Aquest copolimer HB-HV és menys fràgil que el polihidroxibutirat i, en conseqüència, té una major aplicabilitat. Aquest compost ja ha estat comercialitzat a Europa i als Estats Units i, per tal de fabricar-lo, també s'està utilitzant A. latus, ja que la seva eficiència de producció del polímer és major que la d' A. eutrophus.
Aquests descobriments han contribuït a ampliar les possibiliatts del camp del desenvolupament de plàstics biodegradables produïts per microorganismes, ja que es coneixen nombrosos procariotes de diferents gèneres que produeixen variacions del PHB respecte a la longitud de la cadena de la unitat monomèrica.
Malgrat els beneficis, cal esmentar que l'elevat cost de produir plàstics biodegradables a partir de la fermentació bacteriana és possible que provoqui limitacions a aquest projecte. Arran d'això, la recerca actual en aquest camp està enfocada en produir PHB industrialment amb l'objectiu d'oferir una alternativa rendible als plàstics tradicionals.
També dins el camp de la biotecnologia, algunes espècies del gènere Alcaligenes s'utilitzen per a la producció de certs aminoàcids, com és el cas d'Alcaligenes metalcaligenes, que pot produir 2.3 g/h d'àcid L-aspàrtic en 48 hores d'incubació.
Algunes espècies del gènere produeixen curdlan, un exopolisacàrid utilitzat en diferents indústries, com l'alimentària o la farmacèutica, degut a que té diverses propietats molt interessants.